# Pasching
Pasching è un comune austriaco di 7 274 abitanti nel distretto di Linz-Land, in Alta Austria.

## Geografia fisica
Sorge nella parte settentrionale dell'Alta Austria, a sud-ovest di Linz da cui dista pochi chilometri. È posto a 298 metri sul livello del mare nelle vicinanze di Leonding, Hörsching, Wilhering e Traun.

## Sport

### Calcio
Dal 1946 al 2007 ha avuto sede nella città l'ASKÖ Pasching, successivamente trasferita a Klagenfurt am Wörthersee e dissolta nel 2010. Questa società aveva vinto un campionato di Regionalliga e uno di Erste Liga e, dalla stagione 2002-2003, militò sempre in Bundesliga fino alla sua scomparsa.
Nell'estate 2007 venne creato un nuovo club, il Fussballclub Pasching, che partì dalle divisioni regionali sino ad arrivare alla Regionalliga (3º livello nazionale) nel 2009. Nella stagione 2012-2013 il Pasching ha conquistato la coppa nazionale, divenendo la prima squadra di terza divisione ad aggiudicarsi il trofeo.